# Elamenopsis guinotae
Elamenopsis guinotae is een krabbensoort uit de familie van de Hymenosomatidae. De wetenschappelijke naam van de soort is voor het eerst geldig gepubliceerd in 2010 door Poore.